# 安达拉伊
安达拉伊（葡萄牙語：Andaraí）是巴西巴伊亚州的一个市镇。总面积1895.16平方公里，总人口14020人，人口密度7.4人/平方公里。